# Villaguay (departamento)

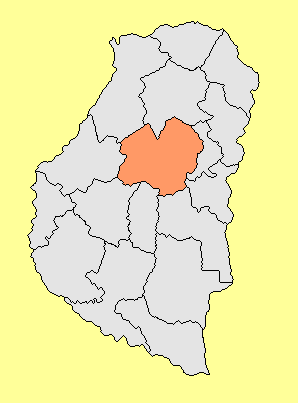
Marcação (em laranja) do departamento Villaguay

Villaguay é um departamento da Argentina, localizado na província de Entre Ríos.